# Jonas Cambien

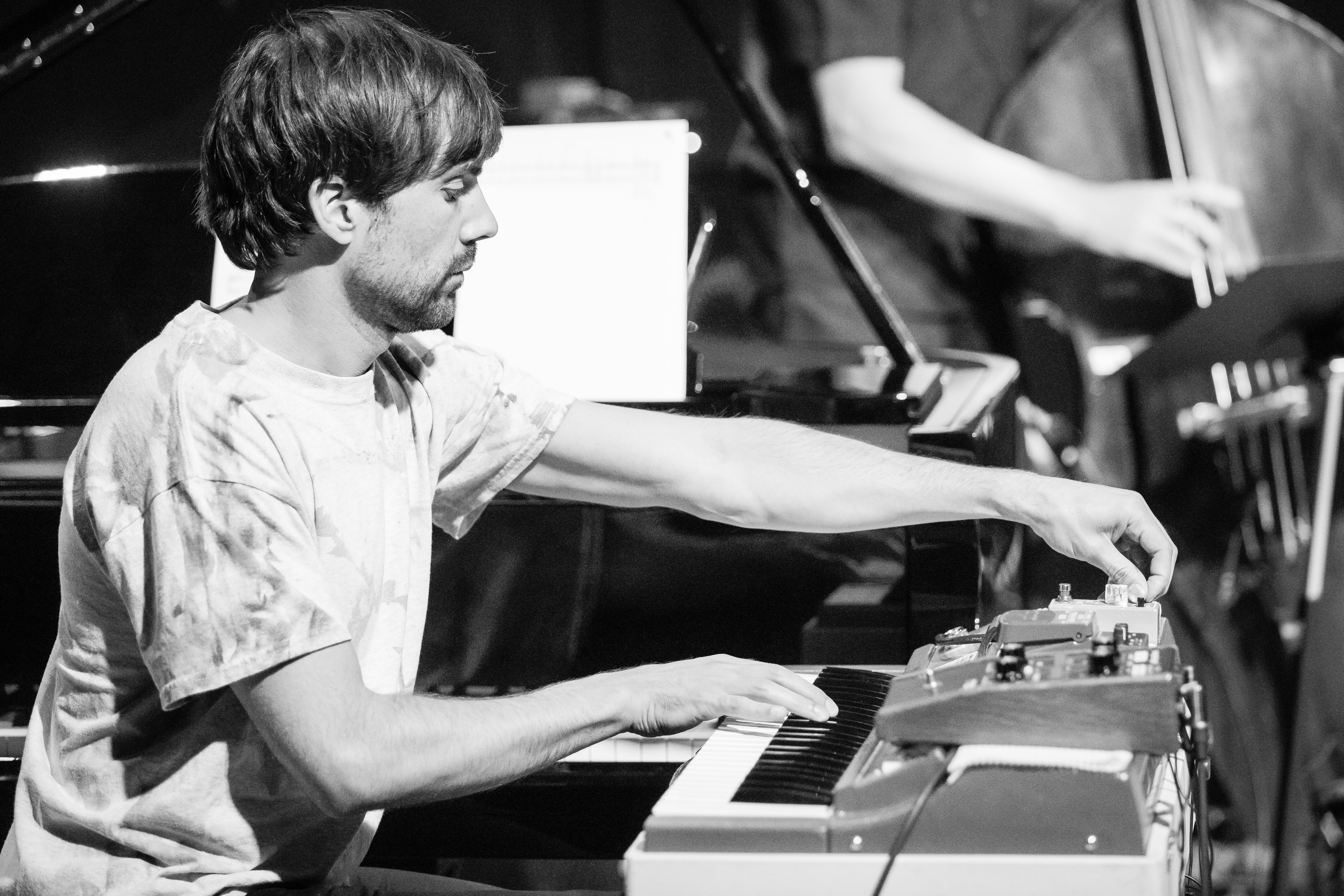
Jonas Cambien auf der Bühne in Sølvsalen, Kongsberg 2024
Foto von Tore Sætre

Jonas Cambien (* 1985) ist ein belgischer, in Norwegen lebender Jazz- und Improvisationsmusiker (Piano, Komposition, auch Elektronik).

## Leben und Wirken
Cambien erhielt eine klassische Piano-Ausbildung am Koninklijk Conservatorium Brussel, bevor er zum Jazz-Studium an der Norwegischen Musikhochschule nach Oslo zog, wo er seit 2008 lebt. Erste Aufnahmen im Jazz entstanden 2013/14 mit der norwegischen Bigband The Source: Cambien leitete sein eigenes Trio mit André Roligheten und Andreas Wildhagen. Er ist in Clubs und Jazzfestivals in Norwegen und im Ausland aufgetreten und hat mit diesem Trio drei Alben auf dem Label Clean Feed Records veröffentlicht: A Zoology of the Future (2016) und We Must Mustn't We (2018) sowie Nature Hath Painted the Body (2021). Des Weiteren trat er mit seiner Band Maca Conu auf, zu der der norwegische Bassist Ingebrigt Håker Flaten, die dänische Saxophonistin Signe Emmeluth und der Schlagzeuger Andreas Wildhagen gehören; das gleichnamige Album erschien 2024 auf Clean Feed Records.
Außerdem trat Cambien mit Musikern wie Paal Nilssen-Love, Rachel Musson, Xavier Charles, Hanne De Backer, Mars Williams und Frode Gjerstad auf. Er spielt im Trio mit der belgischen Bassistin Farida Amadou und dem Chicagoer Saxophonisten Dave Rempis; das Trio veröffentlichte das Album On the Blink. Weiterhin wirkte er bei Alben mit dem Improvisationskollektiv Platform (Vafongool 2015, Clean Feed 2017) und der Alternative-Rock-Band Karokh (Album No Forevers, 2016) mit. Das Album Simiskina mit dem Bassisten Adrian Myhr (Clean Feed 2017) wurde vom norwegischen Jazzmagazin Jazznytt als „eines der besten, die man in norwegischer improvisierter und freier Musik finden kann“ ausgezeichnet.